# Giorgos Haggi Statti
Giorgos Haggi Statti foi um pescador grego nascido em Simi, considerado o primeiro praticante de mergulho livre em águas profundas, e que em junho de 1911, resgatou a âncora do navio italiano Regina Marguerita, a 77 metros de profundidade.

## História
Em 1911, em Karpathosin, no Mar Egeu, o navio da marinha italiana "Regina Margherita" estava ancorado aguardando provisões. Uma tempestade extraordinária fez com que o navio arrastasse a âncora rompendo a corrente que a ligava. A âncora foi perdida a uma profundidade de 77 metros.
Após vários dias de tentativas malsucedidas de recuperá-la, o capitão trouxe um grupo de pescadores de esponja grega. Entre esses mergulhadores estava um homem doentio chamado Yorgos Haggi Statti, que assegurou a todos que ele poderia descer a 77 metros - até 100 metros - e que ele era capaz de prender a respiração por sete minutos. Ele ofereceu para recuperar a âncora em troca de cinco libras esterlinas. Os médicos que o viram escreveram o seguinte relatório: "Capacidade vital normal: circunferência do tórax: 92 centímetros, peso: 60 quilogramas, altura: 1,75 metros, enfisema pulmonar."
Os médicos disseram ao capitão que o homem não deveria mergulhar, devido a presença de sua doença e a fraqueza. No entanto, apesar dessas recomendações, Yorgos mergulhou três vezes naquele dia a 77 metros de profundidade - onde ele foi capaz de localizar a âncora e passar uma corda pelo olho dela para que a tripulação pudesse recuperá-la, tornando-se assim o primeiro mergulhador de profundidade na história.